# Ikul
Das Ikul oder Ikula ist ein Kurzschwert der Bakuba seit der Kuba-Föderation. Es wird auch als Messer beschrieben. Nach der Tradition der Kuba wird es von jedem Mann in der Öffentlichkeit mitgeführt. Das Ikul besteht aus einer zumeist blattförmigen Klinge aus Eisen oder Kupfer und einem Griff aus Holz mit einem runden Knauf und etwaigen Metalleinlagen. Die Klinge besitzt oft einen ausgeprägten Mittelgrat und kann mit kerbenartigen Gravuren und Linien verziert sein. 
Wie für andere Waffen der Kuba wurden auch vom Ikul Nachbildungen aus Holz angefertigt. Die Ikul variieren im Detail und in der Länge; durchschnittlich sind sie 35 cm lang. Die drei Hauptvarianten sind ikulintey, ikulimbaang und ikulikal. Dabei ist ikulintey die Variante aus Holz. Die Klingen der ikulimbaang sind vielfach mit einer oder mehreren kreisförmigen Einlagen aus Kupfer oder Messing mit Durchbrechungen verziert. Im Gegensatz zum Ikul ist der Knauf nicht flach, die Klinge ist im Mittelteil schmaler.
Nach der Überlieferung der Kuba geht die Einführung des Ikul auf König Shyaam aMbul aNgoong im siebzehnten Jahrhundert zurück, der nach einer langen Kriegsperiode das Wurfeisen Shongo verboten haben soll und das Ikul als Friedenssymbol konstituierte.

## Fotogalerie

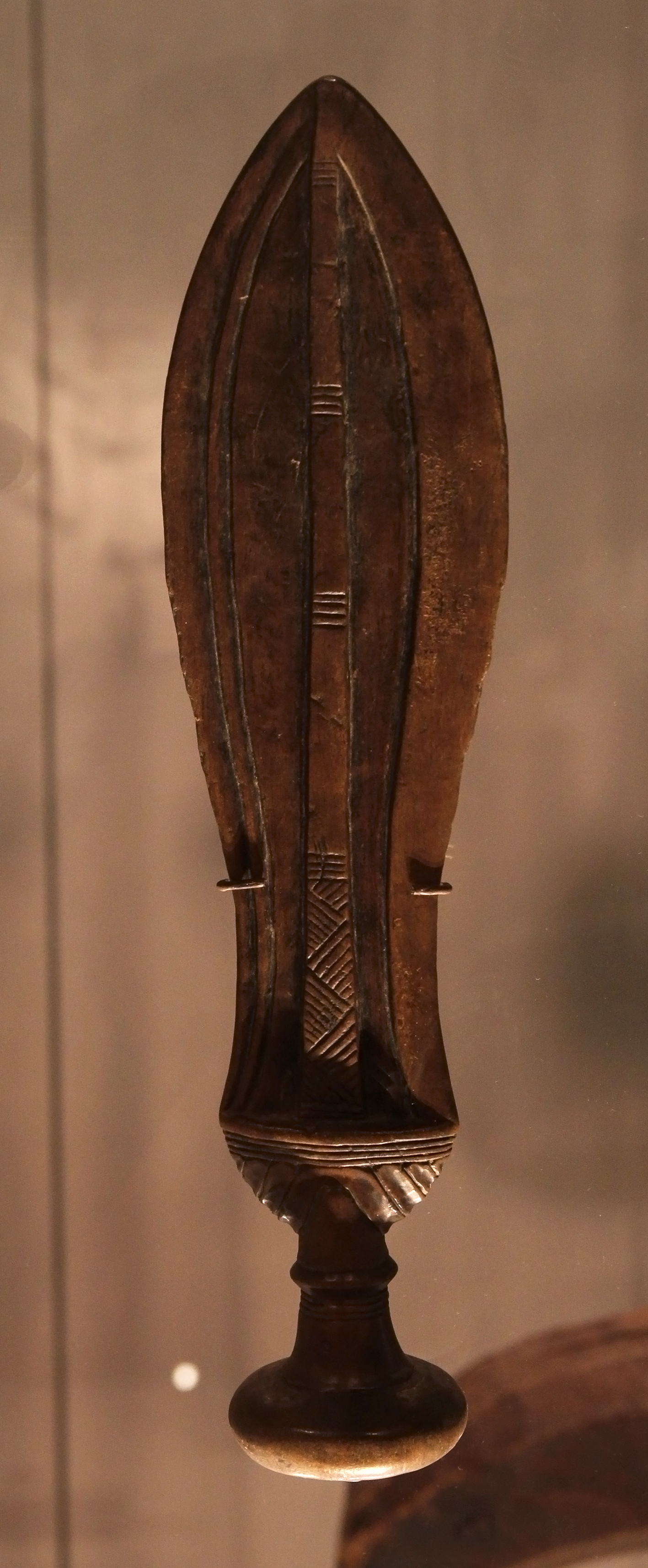
Ikul aus Holz hergestellt.
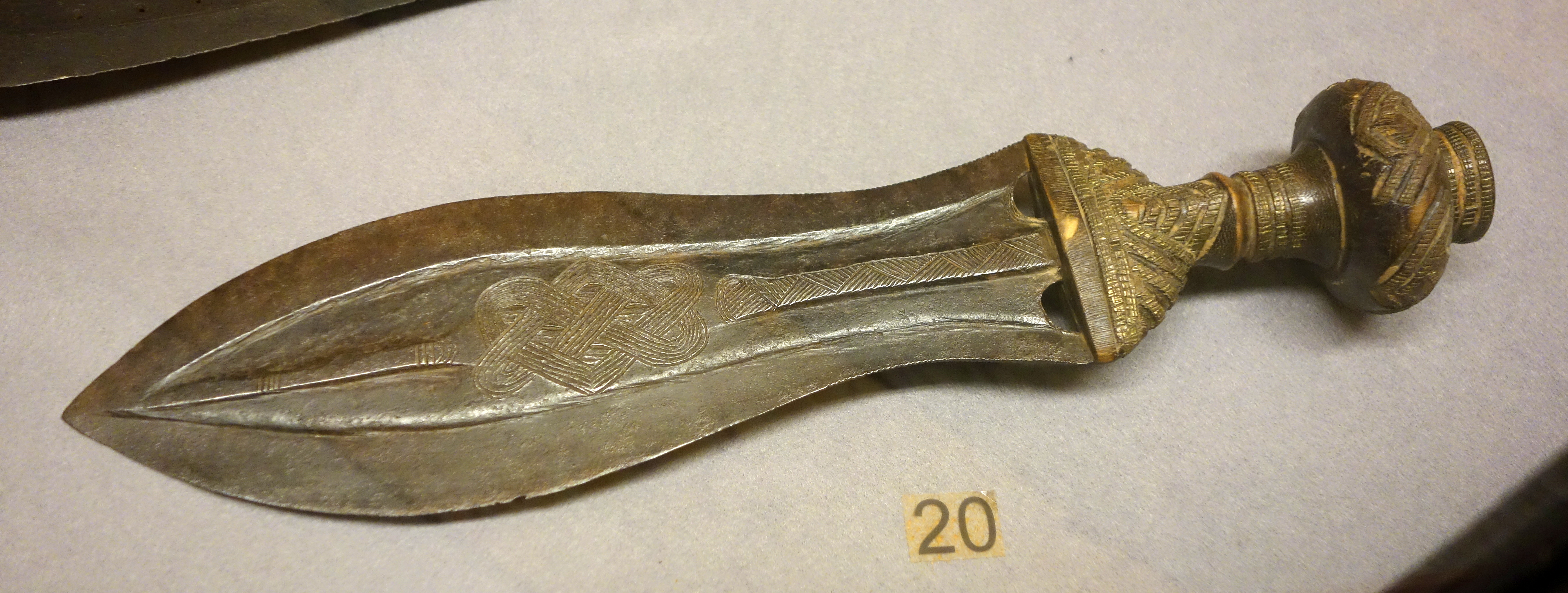
Ikul.
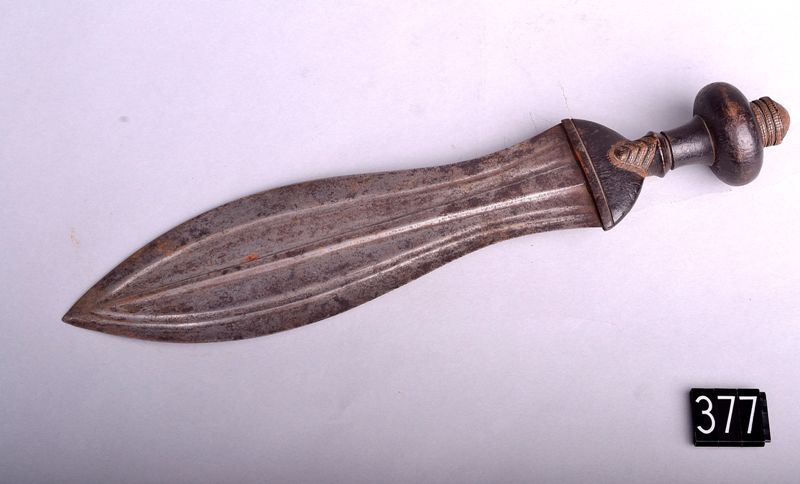
Ikul der Kuba-Föderation.
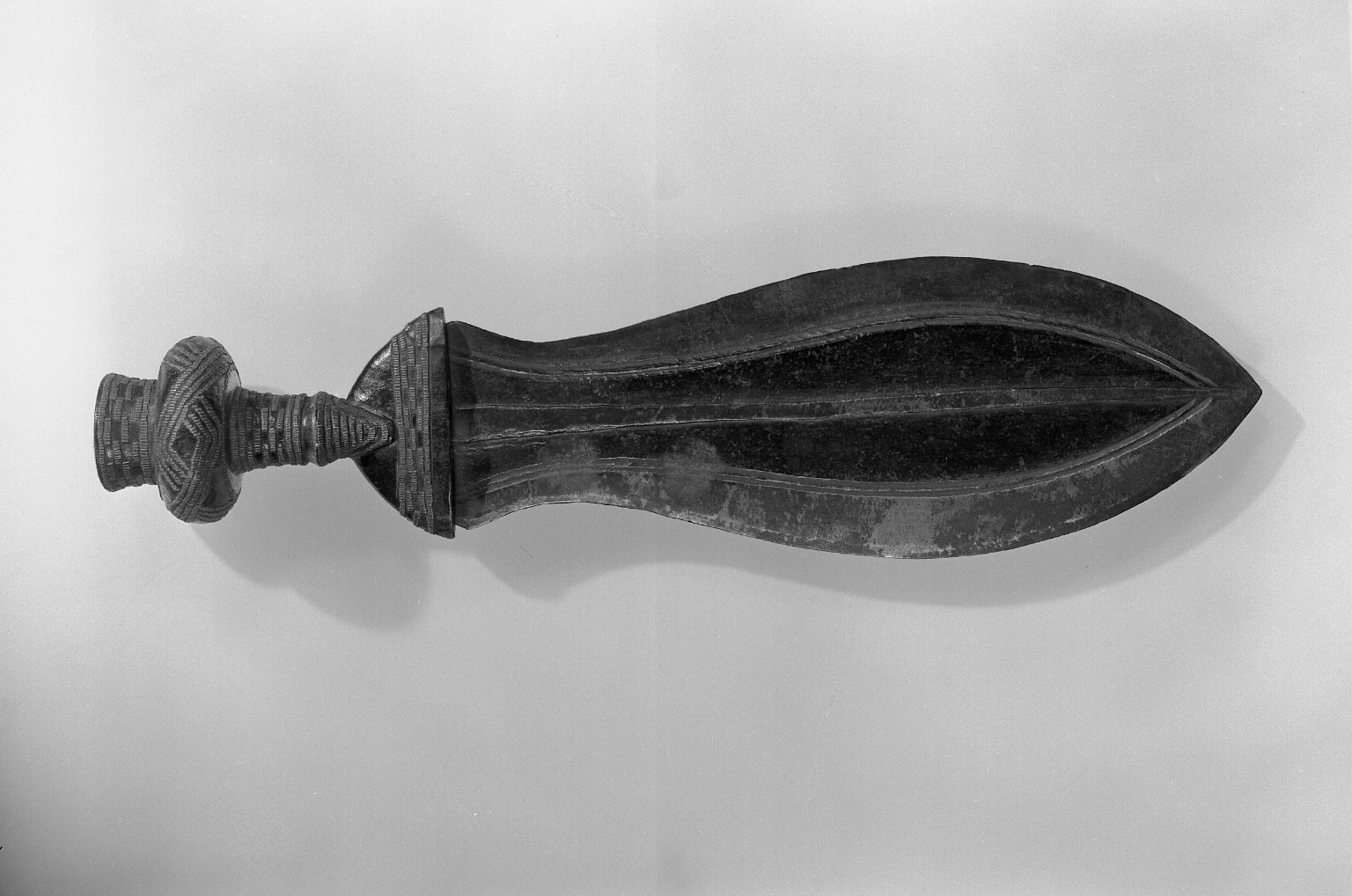
Ikul von Brooklyn Museum.
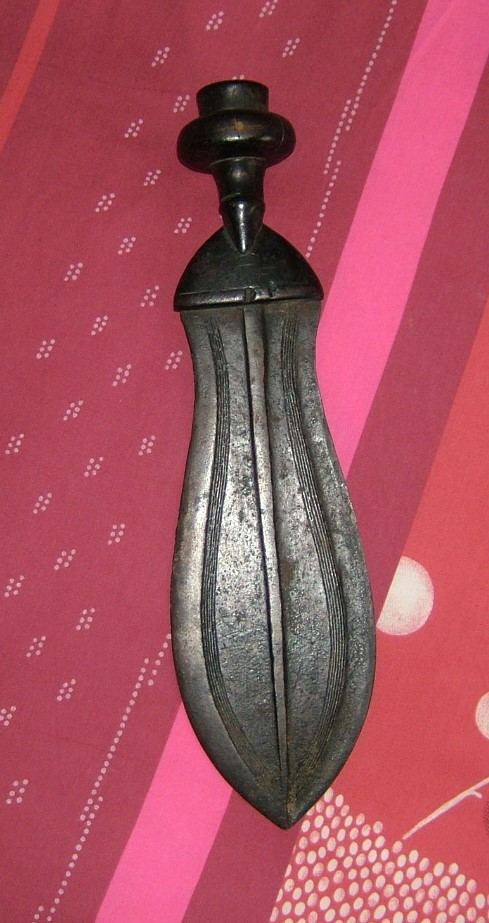
Ikul-Messer.